# Cladonia beaumontii
Cladonia beaumontii (Tuck.) Vain., è una specie di lichene appartenente al genere Cladonia,  dell'ordine Lecanorales.
Il nome proprio deriva dal collezionista Beaumont della Contea di Conecuh (Alabama).

## Caratteristiche fisiche
Il fotobionte è principalmente un'alga verde delle Trentepohlia.

## Habitat
Questa specie è piuttosto rara e la si rinviene negli strapiombi calcarei boscosi.

## Località di ritrovamento
La specie è stata rinvenuta nelle seguenti località:
- USA (Georgia, Alabama, Maryland, New York, Carolina del Sud, Louisiana, Texas, Florida, New Jersey e a Williamsburg, città della Virginia Occidentale.

## Tassonomia
Questa specie appartiene alla sezione Perviae; a tutto il 2008 non sono state identificate forme, sottospecie e varietà.